# Wir sind des Geyers schwarzer Haufen
Wir sind des Geyers schwarzer Haufen ist ein unmittelbar nach dem Ersten Weltkrieg entstandenes Fahrtenlied. Es behandelt und glorifiziert die Taten des Bauernführers Florian Geyer und seines Schwarzen Haufens, einer Odenwälder Bauernarmee während des Bauernkriegs 1525. Das Lied, entstanden im Umfeld der Bündischen Jugend, wurde von vielen unterschiedlichen Gruppierungen gesungen und wiederholt, etwa im Nationalsozialismus und in der DDR, als politisches Kampflied instrumentalisiert.

## Entstehungsgeschichte
Der Text des Liedes entstand um 1920 in Kreisen der Bündischen Jugend unter Verwendung von Textteilen des Gedichtes Der arme Kunrad von Heinrich von Reder von 1885. Als Dichter der ersten Strophe gilt Hans Godwin Grimm, der zunächst dem Wandervogel Völkischer Bund und ab 1920 dem Sturmvolk angehörte, einem sozialistisch orientierten Bund der Jugendbewegung. 
Stilistisch ist der Text an die Forderungen und die Rhetorik der Bauern während der Bauernkriege angelehnt, eine antiklerikale Tendenz ist deutlich. Tatsächlich aus der Zeit der Bauernkriege stammen die Zweizeiler „Als Adam reud’t und Eva spann, wo war denn da der Edelmann?“ und „Wir wöllens Gott im Himmel klagen, daß wir die Pfaffen nit dürfen totschlagen.“ Ersterer geht auf den Bauernaufstand von 1381 in England zurück, letzterer auf die Wallfahrt von Niklashausen 1476.
Die Melodie soll entweder ebenfalls von Hans Godwin Grimm stammen oder 1919 in einer Wandervogelgruppe in Hagen entstanden sein. Für eine weite Verbreitung sorgten die Veröffentlichung durch Fritz Sotke in der 1922 erschienenen und wiederholt aufgelegten Sammlung Fahrtenlieder und die ungefähr gleichzeitige Publikation einer abweichenden Fassung im Jugend-Liederbuch des Verlags J.H.W. Dietz Nachf.

## Textfassungen
In der verbreiteten, von Sotke in den Fahrtenliedern veröffentlichten Fassung umfasst das Lied acht Strophen. Die abweichende Fassung des Jugend-Liederbuchs hat sieben Strophen. Daneben existieren zahlreiche Varianten mit Mischformen aus beiden Fassungen, anderer Strophenfolge oder weiteren Strophen.

### Fritz Sotke:Fahrtenlieder
Wir sind des Geyers schwarze Haufen, heia oho!

Und woll’n mit Tyrannen raufen, heia oho!

 Spieß voran, drauf und dran,

 setzt aufs Klosterdach den roten Hahn.

Wir wollen’s dem Herrn im Himmel klagen, kyrieleys,

daß wir den Pfaffen könnten totschlagen, kyrieleys.

 Spieß voran, …

Als Adam grub und Eva spann, kyrieleys,

wo war denn da der Edelmann? kyrieleys.

 Spieß voran, …

Jetzt gilt es Schloß, Abtei und Stift, heia oho!

uns gilt nichts als die heil’ge Schrift, heia oho!

 Spieß voran, …

Uns führt der Florian Geyer an, trotz Acht und Bann.

Den Bundschuh führt er in der Fahn, hat Helm und Harnisch an.

 Spieß voran, …

Bei Weinsberg setzt es Brand und Stank, heia oho!

Gar mancher über die Klinge sprang, heia oho!

 Spieß voran, …

Des Edelmannes Töchterlein, heia oho!

wir schickten es in die Höll’ hinein, heia oho!

 Spieß voran, …

Geschlagen ziehen wir nach Haus, heia oho!

unsre Enkel fechten’s besser aus, heia oho!

 Spieß voran, …

### August Albrecht:Jugend-Liederbuch
Wir sind des Geyers schwarzer Haufen, heiaho, ho,

Und wölln mit Pfaff’ und Adel raufen, heiaho, ho!

 Spieß voran! Drauf und dran!

 Setzt aufs Klosterdach den roten Hahn!

Wir wöllens Gott im Himmel klagen, Kyrieleys,

daß wir die Pfaffen nit dürfen totschlagen, Kyrieleys!

 Spieß voran! …

Als Adam reud’t und Eva spann, Kyrieleys,

wo war denn da der Edelmann, Kyrieleys.

 Spieß voran! …

Ich bin der arme Konrad und komm von nah und fern,

vom Hartematt, vom Hungerrain, mit Spieß und Morgenstern!

 Spieß voran! …

Wir wölln nit länger sein der Knecht, heiaho, ho,

leibeigen, frönig, ohne Recht, heiaho, ho!

 Spieß voran! …

Ein gleich Gesetz das wölln wir han, heiaho ho,

vom Fürsten bis zum Bauersmann, heiaho ho!

 Spieß voran! …

Mit blut’gen Köpfen geht’s nach Haus, heiaho ho!

Die Enkel fechten’s besser aus, heiaho ho!

 Spieß voran! …

## Rezeption

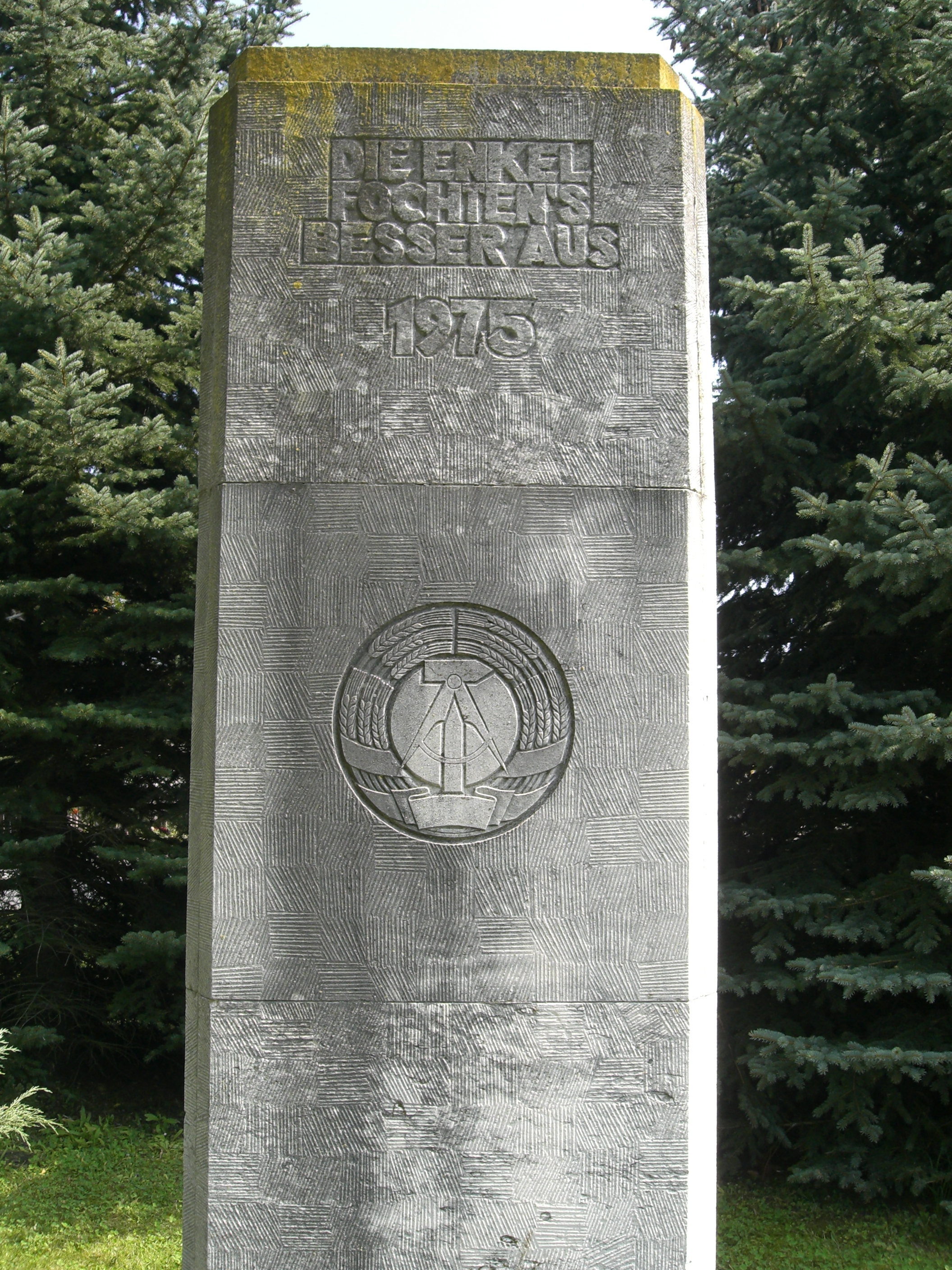
Kombiniertes Denkmal für den Deutschen Bauernkrieg 1525 und die Bodenreform 1945 in Osterhausen, das mit dem Text Die Enkel fochten's besser aus auf das Lied anspielt.

Das Lied wurde in der Zwischenkriegszeit von linken und rechten revolutionären Gruppierungen gerne gesungen und vom Nationalsozialismus im Kampf gegen die katholische Kirche eingesetzt. Außerdem gehörte es zum offiziellen Liedgut der SS. In der ersten Ausgabe des NVA-Liederbuchs von 1956 ist das Lied nicht vorhanden. Es soll aber später Teil des offiziellen Liedgutes der NVA der DDR geworden sein, wie man in ihren Zapfenstreichen erkennen kann. Sehr oft findet man in Liederbüchern nur Teile des Liedes und diese in abgeschwächter Form. So wird aus Klosterdach einfach nur Dach bzw. Ritterdach gemacht. In der Nachkriegszeit wurde das Lied unter anderem von Heino gesungen; auch Mittelalterbands wie Die Streuner, Van Langen und Die Schnitter führen das Lied in jeweils abgewandelten Formen in ihrem Repertoire, ebenso wie die Band Des Geyers Schwarzer Haufen, die ihren Namen von diesem Lied ableiteten. Interpretationen als politisches Lied bieten sowohl die kommunistische Band Commandantes als auch die neonazistische Black-Metal-Band Absurd.